# 패트릭 크로닌
패트릭 크로닌(Patrick Cronin, 1941년 1월 1일 ~ )은 미국의 배우, 텔레비전 배우이다.
필라델피아에서 태어났다.

## 영화
- 닥터 기글 (1992년)
- 사인필드 (1990년)
- 두 남자와 한 여자 (1990년)
- 램페이지 (1987년)
- LA 로 (1986년)
- 스플래쉬 (1984년) - 마이클슨 역
- 낫츠 랜딩 (1979년)